# Groot-Azerbeidzjan

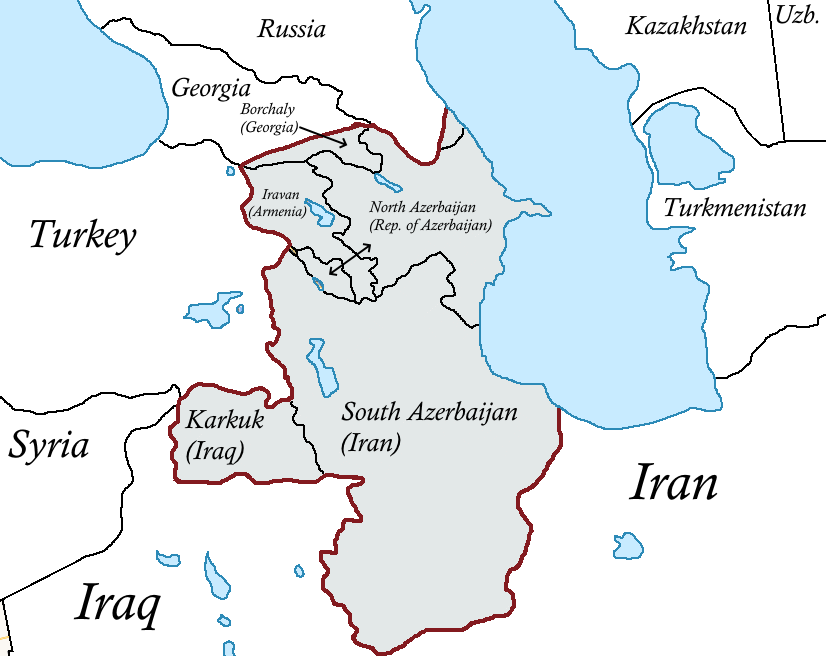
De gebieden van een "Groot-Azerbeidzjan"

Groot-Azerbeidzjan (Azerbeidzjaans: Bütöv Azərbaycan) is een irredentistisch concept voor de vereniging van alle door Azerbeidzjanen bewoonde gebieden in de Republiek Azerbeidzjan, Iran, Georgië, Armenië en de Russische autonome republiek Dagestan.

## Geschiedenis
Het idee van een "Groot-Azerbeidzjan" werd in 1991 geformuleerd door de Azerbeidzjaans-Iraanse separatist Piruz Dilanchi en in 1992 gedefinieerd door de Azerbeidzjaanse president Ebulfez Elçibəy. In 1991 richtte Dilanchi de Nationale Vrijheidsbeweging van Zuid-Azerbeidzjan (South Azerbaijan National Liberation Movement, SANLM) op en in 1997 richtte Elçibəy de organisatie "Unie van Groot-Azerbeidzjan" (Bütöv Azərbaycan Birliyi) op. Over dit idee publiceerde Elçibəy in 1998 in Turkije zijn boek, getiteld Bütöv Azərbaycan yolunda.

## Grenzen
Hoewel de grenzen van Groot-Azerbeidzjan niet strikt gedefinieerd zijn, beschrijven sommige aanhangers dat ze de volgende gebieden omvatten:
- Azerbeidzjan
- Iraans-Azerbeidzjan
- delen van Kvemo Kartli en Kacheti in Georgië
- District Derbentski in Dagestan
- Geheel Armenië ("West-Azerbeidzjan")

Na de oorlog om Nagorno-Karabach in 2020 weden irredentistische claims op met name het Zuid-Armeense Sjoenik ("Zangezoer") benadrukt.